# 启

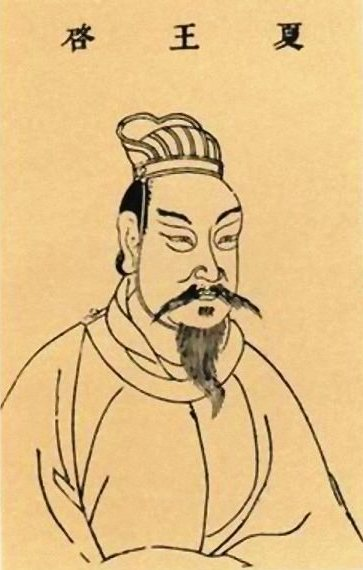
夏启像，出自《三才图会》

启（？—？），姒姓，夏后氏，名啓，是中國夏朝第二任首領。治水英雄的禹的儿子，母親是塗山氏族的女子。兒子至少有五人，其中有太康及仲康。據《竹書紀年》，啟在位39年，78岁駕崩。
武周女皇帝武則天建武周時，尊封启為“齊聖皇帝”。

## 繼位
相传禹本來要按照禅让制傳位给皋陶，皋陶早亡，因此决定传給大業子伯益。禹死後启按照尧舜禅让和舜禹禅让的惯例避位，讓位給伯益。结果諸侯也離開伯益的根據地到启的根據地，臣子和人民也支持启，所以启即位。史籍记载：“禹子啟賢，天下屬意焉。及禹崩，雖授益，益之佐禹日淺，天下未洽。故諸侯皆去益而朝啟，曰‘吾君帝禹之子也’。於是啟遂即天子之位，是為夏后啟。”

### 奪位疑雲
据此有人认为禹在世的时候已暗中帮助启培植势力。《战国策》更說明禹名為禪讓以成佳名，其實暗中安排自己兒子武力奪位，按史料推測，伯益有實際即位，启殺死伯益奪位，《竹書紀年》也載：“益干啟位，啟殺之”。启殺益後，诸侯来都城阳翟朝会，启在钧台（今河南禹州）举行盛大筵宴款待，史稱“钧台之享”。

## 甘之戰
启在位時因有扈氏不服其奪位而造反，在甘之戰大勝有扈氏。開戰前启在六卿之前發表「甘誓」，這個「甘誓」雖然收錄于《尚書》中，學者對於它是否為启所作卻存疑，據說有扈氏支持伯益。启戰勝後大会各部落首领，最终建立了自己的统治地位。王位世袭制（父死子繼或兄終弟及）由此确立。史称：“禹传子，家天下”。

## 晚年
启晚年时，其子武观为争奪天子位挑起叛乱，彭伯寿率师出征西河，平定了这场叛乱。启晚年生活奢侈腐化，终日沉迷于歌舞声色之中，加剧了阶级矛盾，为后来的太康失国埋下了伏笔。

### 引用
1. ↑  《資治通鑒第二百零五卷》:二月，辛巳，尊神嶽天中王爲神嶽夭中黃帝，靈妃爲天中黃后，啓爲齊聖皇帝，封啓母神爲玉京太后。
2. ↑  《史记·夏本纪》在记述夏启取代伯益时说：“帝禹东迅狩，至于会稽而崩。以天下授益。三年之丧毕，益让帝禹之子启，而辟居箕山之阳。”
3. ↑  《孟子·美章》载：“益避禹之子于箕山之阳，朝现讼狱者不之益而之启，巳 ‘吾君之子也。’”司马迁的《史记·夏本纪》记载基本承袭《孟子》篇。
4. ↑  《韩非子·外储说右下》“潘寿言禹情”注：“言禹传位于益，终令启取之。”；《战国策·燕策》稱:“禹传益，而以启任为吏。及老，而以启为不足任天下，传之益也。启与支党攻益，而夺之天下。是禹名傳天下於益，其實令啟自取之。”袁康《越絕書‧吳內傳》云：“夏啟獻犧于益。啟者禹之子，益与禹臣于舜，舜傳之禹，荐益而封之百里。禹崩，啟立，曉知王事，達于君臣之義。益死之后，啟歲善犧牲以祠之。經曰：夏啟犧文圣，此之謂也”。
5. ↑  《晉書．束晳傳》：“《紀年篇》云：益干啟位，啟殺之。”《汲冢书》载：“益为启所诛。”
6. ↑  《左传·昭公四年》：“夏启有钧台之享，商汤有景亳之命。”杜预注：“河南阳翟县南有钧台陂，盖启享诸侯于此。”
7. ↑  《淮南子·齐俗训》高诱注说：“有危，夏启之庶兄也。以尧舜举贤，禹独与子，故伐启，启亡之”。
8. ↑  《史記·夏本紀》:“有慝氏不服，啓伐之，大戰於甘。將戰，作《甘誓》。”
9. ↑  《墨子》中曾引用《甘誓》，實際是《禹誓》，文字也不盡相同。屈萬里以為《尚書‧ 甘誓》和《墨子‧ 禹誓》兩篇實來自一個祖本，不能說後人據〈禹誓〉而偽造了〈甘誓〉（屈萬里：〈尚書甘誓篇著成的時代〉，《書傭論學集》，頁109。）。鄭振鐸以為《甘誓》“就其明白晓畅的一点看来，至少有后人改写的痕迹”（《中国文学史》）。
10. ↑  《三字经》云:“禹传子，家天下。”《汉书·盖宽饶传》：“五帝官天下，三王家天下，家以传子，官以传贤。”郭沫若《中国古代社会研究》导论二：“古时的人以为尧舜传贤而夏禹传子，是家天下的开始。”
11. ↑  《逸周书·尝麦》：其在启之五子，忘伯禹之命，假国无正，用胥兴作乱，遂凶厥国。皇天哀禹，赐以彭寿，卑正夏略。

### 书籍
- 《史記·夏本紀》

| 前任： 父禹 | 中国夏朝国君 第2代公元前2057-公元前2047 | 繼任： 子太康 |